# マイ セレナーデ
「マイ セレナーデ」（My Serenade）は平松愛理の9枚目のシングル。1992年6月3日にポニーキャニオンからリリースされた。

## 背景
表題曲はトヨタ・カローラセレスCMソングとして使用された。
平松はサビ部分の詞に ″Let's say lesson″というフレーズを用いて今までの恋愛は練習であると表現し、現在進行中の恋に賭ける女性の心情を歌っている。曲はアントニオ・カルロス・ジョビンとニュウトン・メンドンサによって書かれたボサノヴァの名曲として知られる「ワン・ノート・サンバ」をヒントに作ったと自身のYouTubeチャンネルで話している。
本曲を制作するにあたり、トヨタ自動車より車名である ″セレス″ の名前を使用してほしい打診を受けたが、平松がこれを拒否し、代わりにセレスに似たフレーズということで歌詞に ″Let's say lesson″ を入れ、かつラテン調の曲調として ″セレス″ と聞こえるように制作したと、後年自身のラジオ番組『CHEER UP! MORNING』(2019年4月28日放送分)にて語っている。

## 収録曲
1. マイ セレナーデ（4分54秒）
作詞・作曲：平松愛理 / 編曲：清水信之
2. マイ セレナーデ en la noche（6分51秒）
編曲：清水信之
3. マイ セレナーデ〈オリジナル・カラオケ〉（4分52秒）